# Cercal do Alentejo
Pour les articles homonymes, voir Cercal.
 (février 2023).
Si vous disposez d'ouvrages ou d'articles de référence ou si vous connaissez des sites web de qualité traitant du thème abordé ici, merci de compléter l'article en donnant les références utiles à sa vérifiabilité et en les liant à la section « Notes et références ».
En pratique : Quelles sources sont attendues ? Comment ajouter mes sources ?
 (février 2023).
La mise en forme du texte ne suit pas les recommandations de Wikipédia : il faut le « wikifier ».
Les points d'amélioration suivants sont les cas les plus fréquents. Le détail des points à revoir est peut-être précisé sur la page de discussion.
- Les titres sont pré-formatés par le logiciel. Ils ne sont ni en capitales, ni en gras.
- Le texte ne doit pas être écrit en capitales (les noms de famille non plus), ni en gras, ni en italique, ni en « petit »…
- Le gras n'est utilisé que pour surligner le titre de l'article dans l'introduction, une seule fois.
- L'italique est rarement utilisé : mots en langue étrangère, titres d'œuvres, noms de bateaux, etc.
- Les citations ne sont pas en italique mais en corps de texte normal. Elles sont entourées par des guillemets français : « et ».
- Les listes à puces sont à éviter, des paragraphes rédigés étant largement préférés. Les tableaux sont à réserver à la présentation de données structurées (résultats, etc.).
- Les appels de note de bas de page (petits chiffres en exposant, introduits par l'outil «  Source ») sont à placer entre la fin de phrase et le point final[comme ça].
- Les liens internes (vers d'autres articles de Wikipédia) sont à choisir avec parcimonie. Créez des liens vers des articles approfondissant le sujet. Les termes génériques sans rapport avec le sujet sont à éviter, ainsi que les répétitions de liens vers un même terme.
- Les liens externes sont à placer uniquement dans une section « Liens externes », à la fin de l'article. Ces liens sont à choisir avec parcimonie suivant les règles définies. Si un lien sert de source à l'article, son insertion dans le texte est à faire par les notes de bas de page.
- La présentation des références doit suivre les conventions bibliographiques. Il est recommandé d'utiliser les modèles {{Ouvrage}}, {{Chapitre}}, {{Article}}, {{Lien web}} et/ou {{Bibliographie}}. Le mode d'édition visuel peut mettre en forme automatiquement les références.
- Insérer une infobox (cadre d'informations à droite) n'est pas obligatoire pour parachever la mise en page.

Pour une aide détaillée, merci de consulter Aide:Wikification.
Si vous pensez que ces points ont été résolus, vous pouvez retirer ce bandeau et améliorer la mise en forme d'un autre article.

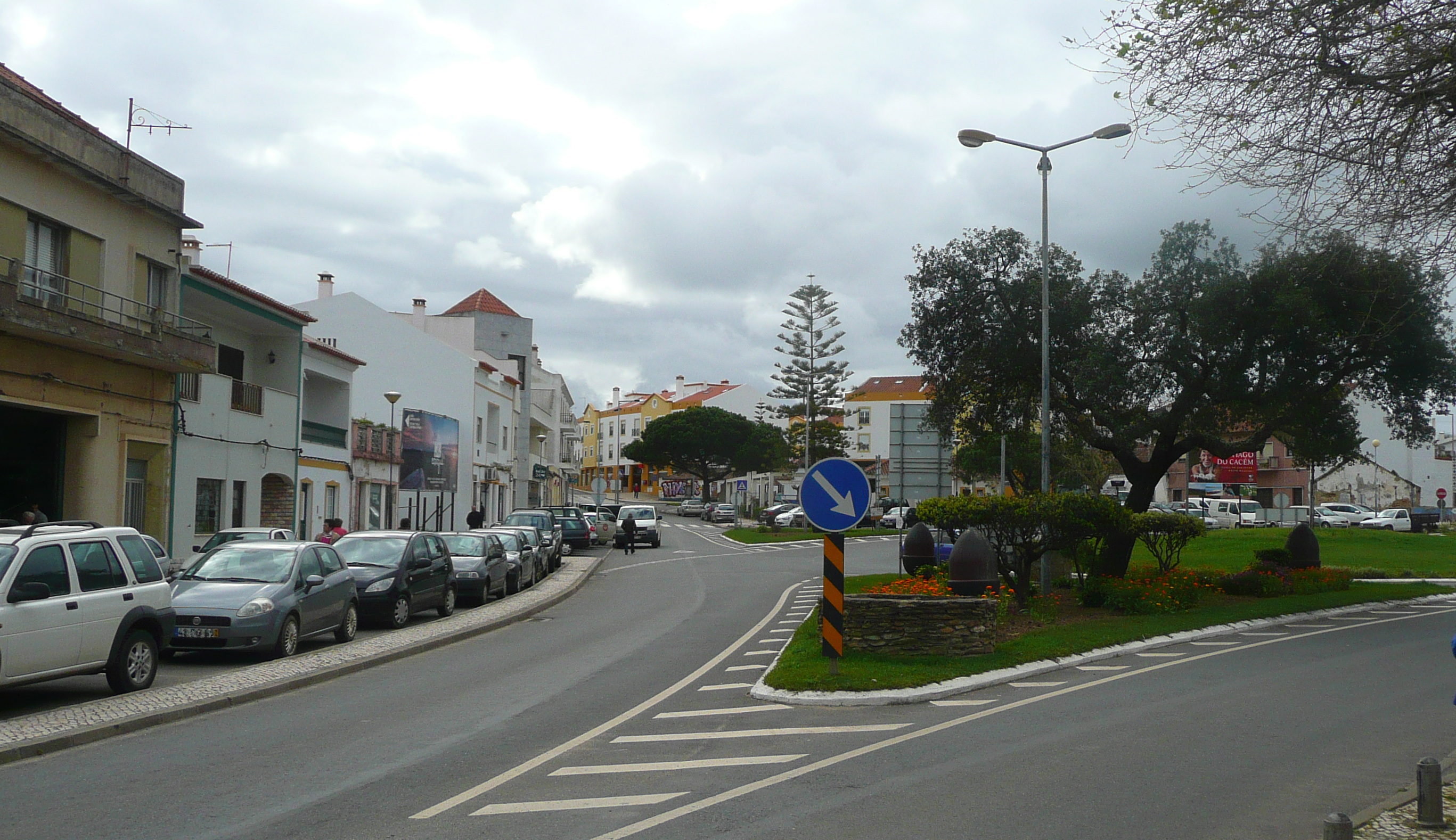
Centre de Cercal do Alentejo, Santiago do Cacém, Portugal

Cercal do Alentejo est une paroisse portugaise (freguesia) centrée autour du village de Cercal et qui fait partie de la municipalité de Santiago do Cacém. La paroisse couvre une superficie de 136,40 km² et compte 3 362 habitants (2011), soit une densité de population de 24,6 habitants/km².
Entre 1836 et 1855, elle fut le siège d'une municipalité qui comprenait les paroisses de Cercal, Colos et Vila Nova de Milfontes. Elle comptait 3 255 habitants en 1849.
Cercal a été élevée au rang de ville le 16 août 1991  et son nom a été changé pour Cercal do Alentejo.
Située au delà de la Serra de Cercal (chaîne qui culmine à 346 m) et à une quinzaine de kilomètres des plages de la côte de l'Alentejo, elle bénéficie d'un climat tempéré. Le relief et la proximité de la côte expliquent que la paroisse abrite l'une des faunes et flores les plus diversifiées du sud-ouest de l'Alentejo.

## Démographie
| Population de la paroisse de Cercal | Population de la paroisse de Cercal | Population de la paroisse de Cercal | Population de la paroisse de Cercal | Population de la paroisse de Cercal | Population de la paroisse de Cercal | Population de la paroisse de Cercal | Population de la paroisse de Cercal | Population de la paroisse de Cercal | Population de la paroisse de Cercal | Population de la paroisse de Cercal | Population de la paroisse de Cercal | Population de la paroisse de Cercal | Population de la paroisse de Cercal | Population de la paroisse de Cercal |
| ----------------------------------- | ----------------------------------- | ----------------------------------- | ----------------------------------- | ----------------------------------- | ----------------------------------- | ----------------------------------- | ----------------------------------- | ----------------------------------- | ----------------------------------- | ----------------------------------- | ----------------------------------- | ----------------------------------- | ----------------------------------- | ----------------------------------- |
| 1864                                | 1878                                | 1890                                | 1900                                | 1911                                | 1920                                | 1930                                | 1940                                | 1950                                | 1960                                | 1970                                | 1981                                | 1991                                | 2001                                | 2011                                |
| 2145                                | 2211                                | 2446                                | 2763                                | 3194                                | 3885                                | 5180                                | 6430                                | 9048                                | 6487                                | 5334                                | 4866                                | 4177                                | 3882                                | 3362                                |

| Distribution de la population par groupes d'âges | Distribution de la population par groupes d'âges | Distribution de la population par groupes d'âges | Distribution de la population par groupes d'âges | Distribution de la population par groupes d'âges | Distribution de la population par groupes d'âges | Distribution de la population par groupes d'âges | Distribution de la population par groupes d'âges | Distribution de la population par groupes d'âges | Distribution de la population par groupes d'âges |
| ------------------------------------------------ | ------------------------------------------------ | ------------------------------------------------ | ------------------------------------------------ | ------------------------------------------------ | ------------------------------------------------ | ------------------------------------------------ | ------------------------------------------------ | ------------------------------------------------ | ------------------------------------------------ |
| Année                                            | 0-14 ans                                         | 15-24 ans                                        | 25-64 ans                                        | > 65 ans                                         |                                                  | 0-14 ans                                         | 15-24 ans                                        | 25-64 ans                                        | > 65 ans                                         |
| 2001                                             | 451                                              | 478                                              | 1962                                             | 991                                              |                                                  | 11,6%                                            | 12,3%                                            | 50,5%                                            | 25,5%                                            |
| 2011                                             | 342                                              | 284                                              | 1741                                             | 995                                              |                                                  | 10,2%                                            | 8,4%                                             | 51,8%                                            | 29,6%                                            |

## Économie
Le XIXe siècle vit le développement de l'exploration minière, notamment dans les années 1870, avec la découverte de nouveaux minerais, tels que la barytine, le manganèse et la manganite. Le fer était cependant le principal minerai exploité avec cinq mines dédiées à son extraction: Cerro da Fonte, Santa de Cima, Toca do Mocho, Serra da Mina, Serra das Tulhas et Serra de Rosalgar. Ces mines ont cependant cessé leur activité en 2000.
Selon les analyses effectuées, les gisements présents autour de Cercal pourraient s'être formés à partir de solutions de surface descendantes, avec généralement le manganèse et la barytine diminuant en profondeur. Des mélanges minéraux de fer-manganèse avec du quartz, de la barytine ou du schiste ont été observés.
La mine de Cercal d'où l'on extrayait du fer et du manganèse a fonctionné durant une quarantaine d'années, jusqu'au démantèlement du haut- fourneau de Seixal qui traitait ces minerais. Cette mine a aussi exploité la barytine mais comme sous-produit.
Dans la Serra das Tulhas, une des composantes de la Serra do Cercal, existe une veine minéralisée comprenant des hématites et des limonites à manganèse. Une gangue quartzeuse et de la barytine en abondance y ont également été détectées.
Le minerai exploité dans la mine Serra das Tulhas était similaire à celui des concessions de la Serra da Mina et de Toca do Mocho: il était massif, peu compact et de dureté moyenne. Il se révélait parfois dur et spongieux mais dans les zones où la teneur en manganèse était très élevée, il devenait un peu terreux.
D'un point de vue chimique, on peut dire que le minerai était de bonne qualité: la silice dépassait rarement 5% et le taux d'alumine était également bas. Quant au fer, sa teneur était généralement de 50%. Le manganèse avait des teneurs allant de 6 à 13%, ce qui en faisait un minerai tout à fait valorisable.
Aujourd'hui, Cercal do Alentejo vit principalement de l'agriculture et de la sylviculture (chêne-liège et eucalyptus). Le bourg-centre qu'est Cercal comprend divers commerces et  services. Le tourisme (séjours nature et randonnée) est en développement.

## Lieux-dits
- Aldeia do Cano
- Cercal do Alentejo
- Casas Novas
- Catifares
- Charnequinha
- Silveiras
- Portelinha
- Sonega
- Boavista
- Boavista dos Curralões
- Foros de Pouca Farinha
- Geralda / Castanheirinha
- Nascedios
- Portela do Salgadinho
- Quinta da Boavista
- Quinta do Lago
- Retraite Ponton
- Tanganheira
- Teimosas
- Toca do Mocho
- Vale Manhãs

## Patrimoine
Patrimoine architectural référencié par le SIPA :
- Maison du domaine du Reguenguinho
- Fontaine de la Rua de Aldegalega
- Ermitage de Notre-Dame de Bica / Chapelle de Bica Santa
- Église paroissiale de Cercal / Nossa Senhora da Conceição
- Monte em Charnequinhas